# NICMAS
Концерн «НІКМАС» («NICMAS») — багатопрофільна інжинірингова інноваційно-промислова компанія, яка об'єднує ряд підприємств, розташованих в Україні. Головним напрямком діяльності Концерну є виробництво сучасного устаткування для промисловості та енергетики, запасних частин до нього, а також обслуговування цієї техніки.

## Підприємства концерна

### АТ«Науково-виробниче акціонерне товариство ВНДІкомпресормаш»
АТ «НВАТ ВНДІкомпресормаш» (м. Суми) — головна організація в Україні з розробки та впровадження технологій компресоробудування. Підприємство виробляє сучасні енергоефективні компресорні установки різного призначення: поршневі, гвинтові компресорні установки, роторні компресори, теплобмінне обладнання, шарові крани та інше спеціальне обладнання.

### ПАТ«Полтавський турбомеханічний завод»

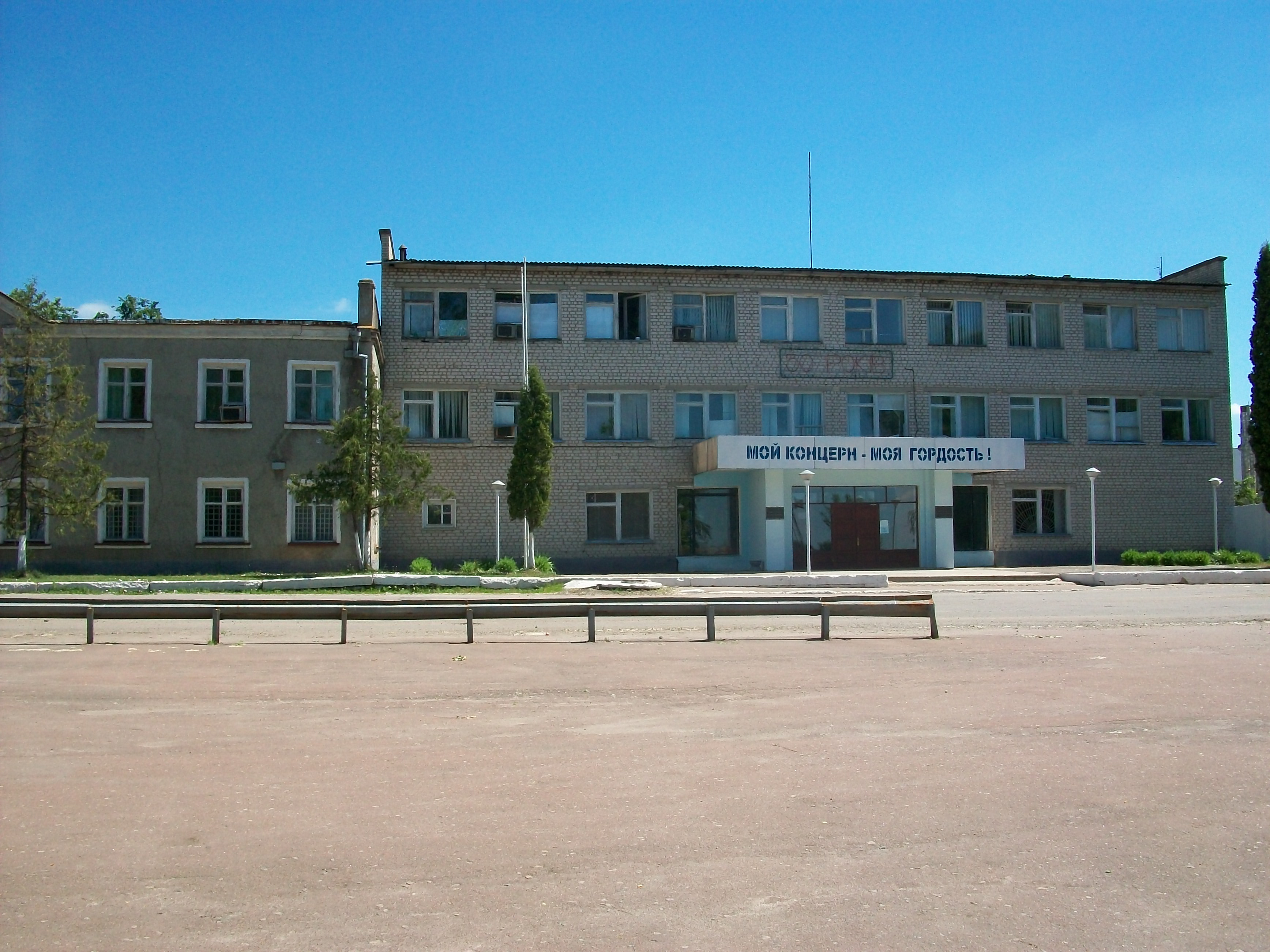
Глухівський завод «Електропанель»

ПАТ «Полтавський турбомеханічний завод» (м. Полтава) — виробниче підприємство, яке має більш ніж 125-ти річну історію виробництва компресорного та енергетичного устаткування. Підприємство спеціалізується на випуску вузлів і деталей для ремонту і реконструкції парових турбін, компресорного устаткування різного призначення та продукції ливарного виробництва.

### АТ«Глухівський завод «Електропанель»
АТ «Глухівський завод «Електропанель» (м. Глухів) - відоме виробниче підприємство, що спеціалізується на виробництві електротехнічного обладнання. Підприємство має потужний[джерело?] кадрово-інтелектуальний потенціал, більш ніж 50-річний досвід проектування і виробництва електротехнічних пристроїв, які використовуються у багатьох галузях промисловості.

### Інші організації
- СУБП «Укртехносинтез», Україна, м. Суми.
- БЦ «Домініон бізнес парк», м Київ.
- Концерн «NICMAS» є засновником благодійного фонду «Благовіст» і Всеукраїнського фонду «Благовіст з добром і надією».

## Продукція Концерну
Підприємства Концерну виробляють та реалізують стаціонарні та пересувні компресорні станції та установки різних модифікацій, автомобільні газонаповнювальні компресорні станції, спеціальну кульову арматуру для роботи в агресивних середовищах, маслоочисне обладнання, теплообмінну апаратуру, роторні компресора, насосні та зварювальні агрегати, редуктори, вузли і запасні частини для більш ніж 2000 типів парових турбін ТЕЦ і ТЕС, продукцію ливарного виробництва, нестандартизоване та інше обладнання.
- Компресорне обладнання
- Азотне обладнання
- Установки очищення масел
- Агрегати зварювальні
- Насосні агрегати
- Клапани регулюючі
- Шарові крани
- Пневмоприводи
- Енергообладнання
- Продукція ливарного виробництва
- Нестандартизоване обладнання
- Електротехнічна продукція
- Енергозберігаюче обладнання
- Теплообмінне обладнання

Вся техніка виробництва концерну відповідає вимогам міжнародного стандарту в ISO 9001, ISO 14001, IRIS.